# Zunajparlamentarna opozicija
Zunajparlamentarna opozicija je politično gibanje, ki nasprotuje vladajoči vladi ali politični stranki, in se odloči, da ne bo sodelovalo na volitvah. Številna družbena gibanja bi lahko uvrstili med zunajparlamentarne opozicije.

## Evropa
Nemško gibanje nove levice Außerparlamentarische Opposition (APO, izvenparlamentarna opozicija) je eden najbolj znanih primerov tega pojava. APO je izpodbijala veliko koalicijo Socialdemokratske stranke in Krščansko-demokratske unije, ki je imela med letoma 1966 in 1969 95 odstotkov sedežev v Bundestagu.
Italijansko gibanje skrajne levice Lotta Continua (LC - Neprekinjen boj) je eden najbolj znanih primerov tega pojava v Italiji.

## Amerika
Argentinska levosredinska Radikalna državljanska unija je bila zunajparlamentarna opozicija od leta 1904 do 1916, ko so potekale prve tajne in obvezne volitve.